# Escobedieae
Escobedieae Benth., 1846 è una tribù di piante parassite (o semiparassite), spermatofite, dicotiledoni appartenenti alla famiglia delle Orobanchaceae.

## Etimologia
Il nome della tribù deriva dal suo genere tipo Escobedia Ruiz & Pav, 1794 il cui nome è stato dato in onore dell'amministratore coloniale spagnolo Jorge Escobedo (ca. 1755 - ca. 1808).
Il nome scientifico della tribù è stato definito dal botanico inglese George Bentham (22 settembre 1800 – 10 settembre 1884) nella pubblicazione "Prodromus Systematis Naturalis Regni Vegetabilis (A.P. de Candolle & A.L.P.P. de Candolle) - 10: 189, 336. 8 Apr 1846" del 1846.

## Descrizione
- Il portamento delle specie di questa tribù è erbaceo sia annuale che perenne, ma sono presenti anche portamenti arbustivi (Alectra fruticosa) o suffruticoso con radici legnose subterranee (Pseudomelasma) oppure simile a viticci (Vellosiella). In Escobedia le radici sono gialle. La superficie degli steli può essere ricoperta da peli ispidi e ritorti o anche densamente tomentosa.[1][6]
- Le foglie lungo il caule sono disposte in modo opposto; alternato nell'infiorescenza. Sono sessili o subsessili (specialmente nella parte distale della pianta) o brevemente picciolate. La lamina ha delle forme da lineari-lanceolate (o lineari-ovoidi) a ampiamente o strettamente lanceolate; la base può essere da acuta, cuneata, arrotondata a cordata; i margini possono essere da subinteri o crenati a sparsamente dentati.
- Le infiorescenze sono dei racemi frondosi. I fiori, posizionati all'ascella delle foglie (generalmente a coppie), sono sessili o brevemente pedicellati. Possono essere presenti delle brattee simili a scaglie.
- I fiori sono ermafroditi, zigomorfi e tetraciclici (ossia formati da 4 verticilli: calice– corolla – androceo – gineceo) e pentameri (i verticilli del perianzio hanno 5 elementi).

- Formula fiorale. Per la famiglia di queste piante viene indicata la seguente formula fiorale:

x K (5), [C (2 + 3), A 2 + 2], G (2), supero, capsula.
- Il calice è gamosepalo con forme campanulate (o anche spatiformi, imbutiformi o tubolari) terminante con 5 lobi generalmente triangolari e acuti. In Magdalenaea è diviso nella metà superiore in 4 lobi acuti. La superficie è percorsa da 10 venature longitudinali con pubescenza varia: da glabra a cigliata sulle venature o sui margini dei lobi.

- La corolla gamopetala imbutiforme è rigonfia nella parte distale e termina con 5 lobi per lo più patenti, a volte allungati o troncati. In alcune specie è subruotata, in altre è ricurva; in altre ancora è fortemente bilabiata con il labbro superiore a forma di casco e quello inferiore trilobato e più piccolo. In Escobedia il tubo è snello ed è lungo oltre 12 cm. La corolla può essere densamente pubescente per peli ghiandolari. Il colore della corolla varia da bianco-crema, giallo a arancio forte con venature rosse

- L'androceo è formato da 4 stami didinami, normalmente inclusi nella corolla. I filamenti sono adnati alla base della corolla. Le antere sono formante da due teche uguali da apicolate a mucronate. La deiscenza è mediante due fessure longitudinali. Le sacche polliniche sono divergenti con granuli pollinici spesso tricolporati.

- Il gineceo è bicarpellare (sincarpico - formato dall'unione di due carpelli connati) ed ha un ovario supero biloculare (a volte ineguali) con forme da ovoidi a globose.  La placentazione è assile (con placente indivise) o parietale (con placente divise e libere). Gli ovuli sono numerosi per ogni loculo e hanno un solo tegumento e sono tenuinucellati (con la nocella, stadio primordiale dell'ovulo, ridotta a poche cellule). Lo stilo, a forma di cavallo è ricurvo, altre volte è filiforme, ed ha uno stigma bifido clavato; può essere fortemente peloso (in Vellosiella è diviso in 4 parti). Il disco nettarifero se presente è posizionato attorno alla base dell'ovario.

- Il frutto è una capsula loculicida. I semi sono numerosi fusiformi, con forme da lineari a clavati, snelli e troncati. La superficie apicale può essere ricoperta da una struttura reticolare.

## Riproduzione
- Impollinazione: l'impollinazione avviene tramite insetti (impollinazione entomogama) o il vento (impollinazione anemogama).
- Riproduzione: la fecondazione avviene fondamentalmente tramite l'impollinazione dei fiori (vedi sopra).
- Dispersione: i semi cadendo (dopo aver eventualmente percorso alcuni metri a causa del vento - dispersione anemocora) a terra sono dispersi soprattutto da insetti tipo formiche (disseminazione mirmecoria).

## Distribuzione e habitat
L'habitat delle specie di questa tribù è principalmente tropicale con distribuzione cosmopolita (Africa, Asia e America; molte specie sono distribuite in Brasile).

## Tassonomia
La famiglia di appartenenza di questo gruppo (Orobanchaceae), caratterizzata soprattutto da specie semiparassite, parassite o oloparassite, comprende circa 60 generi con oltre 1700 specie (altre fonti indicano 99 generi con 2060 specie) con una distribuzione cosmopolita. La tribù Escobedieae è una delle 10 tribù nella quale è divisa la famiglia.

### Filogenesi
I generi di questa tribù tradizionalmente erano stati posti nella famiglia Scrophulariaceae s.l.; attualmente in seguito ad analisi cladistiche basate sulle caratteristiche del DNA è stata rivista la posizione tassonomica del gruppo e inserita nella famiglia Orobanchaceae. L'attuale circoscrizione della tribù probabilmente è da perfezionare. Studi recenti hanno suddiviso la famiglia in 6 cladi. Alcuni generi di questa voce appartengono al "clade VI" (Alectra, Escobedia, Melasma e Vellosiella). Altri Autori assegnano in via provvisoria i generi Nothochilus e Physocalyx alla tribù Buchnereae.

### Composizione della tribù
La tribù comprende 8 generi e circa 80 specie:
| Genere                          | Numero specie                                                 | Distribuzione                                 |
| ------------------------------- | ------------------------------------------------------------- | --------------------------------------------- |
| Alectra Thunb., 1784            | 40                                                            | America tropicale, Africa (Madagascar) e Asia |
| Escobedia Ruiz & Pav., 1794     | circa 15                                                      | America tropicale                             |
| Magdalenaea Brade, 1935         | Una specie: Magdalenaea limae Brade                           | Brasile                                       |
| Melasma P.J. Bergius, 1767      | 20                                                            | Habitat tropicali dell'Africa e dell'America  |
| Nothochilus Radlk., 1889        | Una specie: Nothochilus coccineus Radlk.                      | Brasile                                       |
| Physocalyx Pohl, 1827           | 2                                                             | Brasile                                       |
| Pseudomelasma Eb. Fischer, 1996 | Una specie: Pseudomelasma pedicularioides (Baker) Eb. Fischer | Madagascar                                    |
| Vellosiella Baill., 1887        | 2 - 3                                                         | Brasile                                       |